# Еггах
Еггах (араб. عجة البيض, eggah, aggat el-bayḍ) — страва арабської кухні на основі яєць, схоже на фритату. Вона також відома як арабський омлет. Еггах зазвичай приправляють спеціями, такими як кориця, кмин, насіння або листя коріандру, куркума, родзинки, кедрові горіхи, мускатний горіх та свіжі трави. Зазвичай він товстий, наповнений овочами, інколи ж і м'ясом та готується до повної твердості. Має круглу форму і подається нарізаним на прямокутники або часточки, іноді гарячим, а іноді холодним.. Еггах можна подавати як закуску, основну страву або гарнір.
Варіанти еггаху можуть включати такі начинки, як кабачки, цибуля, помідори, шпинат, хліб, артишоки, курка та цибуля-порій.
В Індонезії є схожа страва, звана мартебак, яка включає створення яєчної оболонки (або іноді тонкого тіста), щоб приготувати його зсередини; його також подають із соусом для вмочування. Еггах також схожий на фритату, іспанський омлет, перську куку або омлет по-французьки.